# اندیس امین آباد
امین آباد یک اندیس غیرفلزی است که در حوالی شهر گلپایگان استان اصفهان قرار دارد و مادهٔ معدنی موجود در آن، باریت است.  